# Cúp quốc gia Scotland 1938–39
Cúp quốc gia Scotland 1938–39 là mùa giải thứ 61 của giải đấu bóng đá loại trực tiếp uy tín nhất Scotland. Chức vô địch thuộc về Clyde khi đánh bại Motherwell trong trận Chung kết.

## Vòng Một
| Đội nhà             | Tỉ số  | Đội khách             |
| ------------------- | ------ | --------------------- |
| Aberdeen            | 1 – 0  | Albion Rovers         |
| Alloa Athletic      | 2 – 1  | Ayr United            |
| Blairgowrie         | 3 – 2  | Dumbarton             |
| Bo'ness United      | 1 – 4  | Hamilton Academical   |
| Burntisland         | 3 – 8  | Celtic                |
| Clyde               | 2 – 0  | St Johnstone          |
| Cowdenbeath         | 3 – 3  | Partick Thistle       |
| Dundee              | 2 – 0  | St Bernard's          |
| Dundee United       | 2 – 0  | Stenhousemuir         |
| Duns                | 4 – 1  | Girvan                |
| East Fife           | 1 – 2  | Montrose              |
| Edinburgh City      | 3 – 3  | Stranraer             |
| Falkirk             | 5 – 0  | Brechin City          |
| Falkirk Amateurs    | 2 – 4  | Elgin City            |
| Forfar Athletic     | 0 – 3  | Hibernian             |
| Hearts              | 14 – 2 | Penicuik Athletic     |
| Huntly              | 1 – 8  | Motherwell            |
| Kilmarnock          | 6 – 1  | Berwick Rangers       |
| King's Park         | 5 – 5  | Babcock & Wilcox      |
| Leith Athletic      | 0 – 2  | Airdrieonians         |
| Nithsdale Wanderers | 5 – 5  | Buckie Thistle        |
| Queen of the South  | 5 – 4  | Arbroath              |
| Queen's Park        | 4 – 1  | St Cuthbert Wanderers |
| Raith Rovers        | 0 – 1  | Rangers               |
| St Mirren           | 7 – 0  | East Stirlingshire    |
| Third Lanark        | 8 – 2  | Clachnacuddin         |

### Đá lại
| Đội nhà          | Tỉ số | Đội khách           |
| ---------------- | ----- | ------------------- |
| Buckie Thistle   | 5 – 2 | Nithsdale Wanderers |
| Babcock & Wilcox | 3 – 2 | Kings Park          |
| Partick Thistle  | 1 – 2 | Cowdenbeath         |
| Stranraer        | 1 – 2 | Edinburgh City      |

## Vòng Hai
| Đội nhà              | Tỉ số  | Đội khách           |
| -------------------- | ------ | ------------------- |
| Aberdeen             | 5 – 1  | Queen's Park        |
| Blairgowrie          | 3 – 3  | Buckie Thistle      |
| Dundee               | 0 – 0  | Clyde               |
| Dundee United        | 1 – 5  | Motherwell          |
| Dunfermline Athletic | 2 – 0  | Duns                |
| Falkirk              | 7 – 0  | Airdrieonians       |
| Hearts               | 14 – 1 | Elgin City          |
| Hibernian            | 3 – 1  | Kilmarnock          |
| Montrose             | 1 – 7  | Celtic              |
| Queen of the South   | 5 – 0  | Babcock & Wilcox    |
| Rangers              | 2 – 0  | Hamilton Academical |
| Third Lanark         | 3 – 0  | Cowdenbeath         |
| Edinburgh City       | 1 – 3  | St Mirren           |

### Đá lại
| Đội nhà        | Tỉ số | Đội khách   |
| -------------- | ----- | ----------- |
| Buckie Thistle | 4 – 1 | Blairgowrie |
| Clyde          | 1 – 0 | Dundee      |

## Vòng Ba
| Đội nhà              | Tỉ số | Đội khách      |
| -------------------- | ----- | -------------- |
| Buckie Thistle       | 0 – 6 | Third Lanark   |
| Dunfermline Athletic | 1 – 1 | Alloa Athletic |
| Falkirk              | 2 – 3 | Aberdeen       |
| Hearts               | 2 – 2 | Celtic         |
| Motherwell           | 4 – 2 | St Mirren      |
| Rangers              | 1 – 4 | Clyde          |

### Đá lại
| Đội nhà        | Tỉ số | Đội khách            |
| -------------- | ----- | -------------------- |
| Alloa Athletic | 3 – 2 | Dunfermline Athletic |
| Celtic         | 2 – 1 | Hearts               |

## Tứ kết
| Đội nhà    | Tỉ số | Đội khách          |
| ---------- | ----- | ------------------ |
| Aberdeen   | 2 – 0 | Queen of the South |
| Clyde      | 1 – 0 | Third Lanark       |
| Hibernian  | 3 – 1 | Alloa Athletic     |
| Motherwell | 3 – 1 | Celtic             |

## Bán kết
| Aberdeen | v | Motherwell |
| -------- | - | ---------- |
|          |   |            |

| Clyde | v | Hibernian |
| ----- | - | --------- |
|       |   |           |

### Đá lại
| Motherwell | v | Aberdeen |
| ---------- | - | -------- |
|            |   |          |

## Chung kết
| Clyde                           | v | Motherwell |
| ------------------------------- | - | ---------- |
| Willie Martin · Wallace · Noble |   |            |

### Đội bóng
| CLYDE:                 |  |                        |
|                        |  |                        |
| GK                     |  | Jock Brown             |
| RB                     |  | Jimmy Kirk             |
| LB                     |  | Jimmy Hickie           |
| RH                     |  | Harry Beaton (Captain) |
| CH                     |  | Eddie Falloon          |
| LH                     |  | Ned Weir               |
| RW                     |  | Tom Robertson          |
| IR                     |  | Davie Noble            |
| CF                     |  | Willie Martin          |
| IL                     |  | Dougie Wallace         |
| LW                     |  | John Gillies           |
| ’‘‘Huấn luyện viên:’’’ |  |                        |
| Paddy Travers          |  |                        |

| MOTHERWELL:            |  |                  |
|                        |  |                  |
| GK                     |  | Andrew Murray    |
| RB                     |  | Wales            |
| LB                     |  | Ben Ellis        |
| RH                     |  | McKenzie         |
| CH                     |  | John Blair       |
| LH                     |  | Telfer           |
| RW                     |  | Duncan Ogilvie   |
| IR                     |  | Hutton Bremner   |
| CF                     |  | Davie Mathie     |
| IL                     |  | George Stevenson |
| LW                     |  | John McCulloch   |
| ’‘‘Huấn luyện viên:’’’ |  |                  |
| John 'Sailor' Hunter   |  |                  |